# Roberto Soares de Moura
Roberto Soares de Moura (Raul Soares, 10 de julho de 1936) é um médico brasileiro.
Foi eleito membro da Academia Nacional de Medicina em 1989, ocupando a Cadeira 89, da qual João Moniz Barreto de Aragão é o patrono.